# Simulium kompi
Simulium kompi är en tvåvingeart som beskrevs av Dalmat 1951. Simulium kompi ingår i släktet Simulium och familjen knott.
Artens utbredningsområde är Guatemala. Inga underarter finns listade i Catalogue of Life.